# سپاه پنجم (ایالات متحده آمریکا)
سپاه پنجم ایالات متحده آمریکا (انگلیسی: V Corps) سپاه زیرمجموعه نیروی زمینی ایالات متحده آمریکا است، که در سال ۱۹۱۸ تأسیس شد. ستاد مرکزی این سپاه در فورت ناکس، کنتاکی و کمپ کوشیوشکو، لهستان قرار دارد. 
سپاه پنجم در جنگ جهانی اول، جنگ جهانی دوم، جنگ کوزوو، جنگ افغانستان و جنگ عراق شرکت داشت.

## تاریخچه

### جنگ جهانی اول
سپاه پنجم از ۷ تا ۱۲ ژوئیه ۱۹۱۸ در ارتش منظم فرانسه، به عنوان بخشی از نیروهای اعزامی آمریکا، سازماندهی شد. تا پایان جنگ جهانی اول، این سپاه در سه نبرد نام‌گذاری شده جنگیده بود.

### دوره بین دو جنگ
سپاه پنجم در ۲۹ ژوئیه ۱۹۲۱ در نیروی ذخیره سازمان‌یافته تشکیل شد، به منطقه سپاه پنجم اختصاص یافت و به ارتش دوم واگذار شد. ستاد سپاه در ۱۷ فوریه ۱۹۲۲ در فورت توماس، کنتاکی، با پرسنل ارتش منظم و نیروی ذخیره سازمان‌یافته فعال شد. گروهان ستاد به گارد ملی اوهایو اختصاص داده شد، اما در ۲ ژوئیه ۱۹۲۳ در فهرست «گارد ملی معوق» قرار گرفت و به نیروی ذخیره سازمان‌یافته اختصاص یافت.
گروهان ستاد در اواخر سال ۱۹۲۴ با پرسنل ذخیره در کلمبوس، اوهایو آغاز به کار کرد. ستاد سپاه مسئول تأمین و برنامه‌ریزی امور اداری، سازماندهی، تدارکات و آموزش برای ارتش، سپاه و سایر واحدهای ذخیره غیر لشکری، به جز توپخانه صحرایی و ساحلی، در ناحیه سپاه پنجم بود. این ستاد در ۱۵ نوامبر ۱۹۲۴ از خدمت فعال معاف شد و تمام پرسنل ارتش منظم به ستاد، گروه غیر لشکری، ناحیه سپاه پنجم، که مسئولیت‌های قبلی سپاه پنجم را بر عهده داشت، منتقل شدند. هم ستاد و هم گروهان ستاد در ذخیره سازمان‌یافته فعال باقی ماندند. ستاد سپاه در اواخر سال ۱۹۲۴ به ایندیاناپولیس، ایندیانا، جایی که بیشتر پرسنل ذخیره اختصاص داده شده به این واحد مستقر بودند، منتقل شد. ستاد سپاه پنجم در ۱۵ اوت ۱۹۲۷ از ذخیره سازمان‌یافته خارج و به ارتش منظم اختصاص داده شد. گروهان ستاد، سپاه پنجم در ۱۵ سپتامبر ۱۹۲۷ از فهرست گارد ملی معوق خارج و به‌طور دائم به ذخیره سازمان‌یافته اختصاص داده شد.
گروهان ستاد در ۱ اکتبر ۱۹۳۳ از نیروی ذخیره سازمان‌یافته جدا و به ارتش منظم اختصاص داده شد. در همان زمان، ستاد سپاه تا حدی در فورت هیز، اوهایو، با پرسنل ارتش منظم از ستاد، ناحیه سپاه پنجم، و پرسنل ذخیره سازمان‌یافته از ناحیه سپاه به‌طور کلی فعال شد. اگرچه از سال ۱۹۲۷ تا ۱۹۴۰ یک واحد «ارتش منظم غیرفعال» بود، ستاد سپاه به‌طور موقت برای دوره‌های کوتاه با استفاده از افسران ذخیره و افسران ستاد از ستاد، ناحیه سپاه پنجم سازماندهی شد. این دوره‌های موقت خدمت فعال عموماً برای تمرینات پست فرماندهی و مانورهای بزرگ بود. ستاد، سپاه پنجم، در ۲۰ اکتبر ۱۹۴۰، با پرسنل ذخیره کمتر، در کمپ بیورگارد، لوئیزیانا، به‌طور کامل فعال شد.

### جنگ جهانی دوم
پس از اعلام جنگ جهانی دوم، آلمان نازی علیه ایالات متحده در ۱۱ دسامبر ۱۹۴۱، این سپاه (ژانویه ۱۹۴۲) اولین سربازان آمریکایی را به جبهه عملیات اروپا، ارتش ایالات متحده، اعزام کرد. آن استقرار اولیه به عنوان نیروی ایرلند شمالی ارتش ایالات متحده یا مگنت شناخته می‌شد. در ۶ ژوئن ۱۹۴۴، سپاه پنجم به ساحل اوماها در نرماندی حمله کرد. سپس سربازان سپاه از سرپل ساحلی خارج شدند، پاریس و سدان، آردن را آزاد کردند و به سمت مرز آلمان شتافتند. پس از آزادسازی شهر لوکزامبورگ، سپاه پنجم در نبرد بولگه جنگید، لایپزیگ را تصرف کرد، اولین تماس را با ارتش سرخ در تورگاو برقرار کرد و در جنوب در چکسلواکی، پلزن را تا مه ۱۹۴۵ آزاد کرد.

### جنگ سرد
در مارس ۱۹۴۷، فرماندهی اروپایی ایالات متحده دستور داد که نیروهای رزمی آن به «وظایف اشغال» تبدیل شوند. در ۱ دسامبر ۱۹۵۰، به دلیل نگرانی از تهدید شوروی برای اروپای غربی در طول جنگ کره، ارتش هفتم به عنوان یک ارتش میدانی در اروپا فعال شد. ارتش هفتم دو نیروی اصلی وظیفه اشغال در آن زمان در آلمان، یعنی لشکر اول پیاده نظام و نیروی پلیس ایالات متحده را جذب کرد.
تا اواسط ۱۹۴۸، آموزش رزمی محدود در فرماندهی اروپایی احیا شده بود.
در دسامبر ۱۹۵۰، رئیس جمهور ترومن به دلیل جنگ کره وضعیت اضطراری ملی اعلام کرد و چهار لشکر برای تقویت نیروهای ایالات متحده در اروپا، از جمله لشکر ۲۸ پیاده و لشکر ۴۳ پیاده نظام گارد ملی، اعزام شدند. در ماه مه ۱۹۵۱، لشکر ۴ پیاده به ارتش ایالات متحده اروپا در آلمان رسید و در ۳ اوت ۱۹۵۱، سپاه پنجم دوباره فعال شد و به ارتش هفتم به منطقه اروپا اختصاص یافت. در ماه ژوئیه، لشکر ۲ زرهی به آلمان رسید و در ۲۵ اوت ۱۹۵۱، لشکر چهارم پیاده (مقر: فرانکفورت) و لشکر دوم زرهی (مقر: باد کروزناخ) به عنوان لشکرهای سپاه پنجم منصوب شدند.
با ورود چهار نیروی کمکی لشکر ایالات متحده به آلمان، نیروی انتظامی غیرفعال شد. سپاه پنجم به منطقه شمالی منطقه اشغالی آلمان توسط ایالات متحده (که شامل شکاف فولدا می‌شد) و سپاه هفتم به منطقه جنوبی منطقه ایالات متحده (یکی از لشکرهای گارد ملی؛ لشکر ۴۳ پیاده) در منطقه مونیخ و دیگری (لشکر ۲۸ پیاده) بین مونیخ و اشتوتگارت مستقر بودند) منصوب شدند. چند سال بعد، ارتش تازه تأسیس آلمان غربی، مواضع برخی از واحدهای آمریکایی مستقر در منطقه جنوبی آلمان غربی را جابجا کرد. در نتیجه، مواضع داخلی واحدهای آمریکایی به سمت شمال منتقل شد، همانطور که خط مرزی جنوبی زمان جنگ سپاه هفتم ایالات متحده نیز به همین ترتیب منتقل شد. این اقدام تغییر احتمالاً همزمان با همان بازه زمانی تبدیل تابستان و پاییز تمام واحدهای ارتش هفتم به سازمان رود بود.
اگرچه، همانطور که در بالا اشاره شد، در سال ۱۹۵۱ لشکر اول پیاده نظام به سپاه هفتم تازه فعال شده واگذار شد، اما اهمیت دفاع سپاه پنجم که به شکاف فولدا و شکاف ماینینگن (معروف به شکاف گرابفلد) واگذار شده بود، نه تنها بر واگذاری مجدد لشکر اول پیاده نظام مستقر در وورتسبورگ به سپاه پنجم در ۲ فوریه ۱۹۵۲، بلکه بر واگذاری گروه ۱۹ زرهی تازه تأسیس مستقر در فرانکفورت به سپاه پنجم در ۱ اکتبر ۱۹۵۳ نیز تأثیر گذاشت.
از ژوئن ۱۹۵۴، واحدهای اصلی که به سپاه پنجم اختصاص داده شده بودند، لشکر ۱ پیاده، لشکر ۴ پیاده، لشکر ۲ زرهی و گروه ۱۹ زرهی بودند (گردان ۱۹ زرهی به اندازه یک تیپ بزرگ بود و شامل ۳ گردان تانک و یک گردان پیاده نظام مکانیزه بود که از مانهایم تا وایلدفلکن مستقر بودند). اولین لشکر زرهی ایالات متحده که در جنگ سرد در شرق رودخانه راین مستقر شد، یعنی لشکر ۳ زرهی سپاه پنجم، در ماه مه/ژوئن ۱۹۵۶ رسید. (گردان سوم زرهی جایگزین لشکر ۴ پیاده شد؛ بعداً، لشکر ۲ زرهی با لشکر ۸ پیاده باد کروزناخ جایگزین شد). گروه ۱۹ زرهی (مقر فرانکفورت) در ۱ ژوئیه ۱۹۵۵ با گروه ۴ زرهی جایگزین شد (گردان ۴ زرهی تقریباً به اندازه گردان ۱۹ زرهی جایگزین شده بود). گروه ۴ زرهی در سال ۱۹۶۳ غیرفعال شد. در سال ۱۹۵۵، لشکر اول پیاده نظام به منطقه‌ای دیگر منتقل شد و در سپاه پنجم توسط لشکر ۱۰ پیاده جایگزین شد. در سال ۱۹۵۸، لشکر ۳ پیاده به منطقه سپاه پنجم منتقل شد و لشکر ۱۰ پیاده نیز به مناطقی دیگر منتقل شد.
پس از فروپاشی پیمان ورشو در جنگ سرد، سربازان سپاه پنجم هم واحدها و هم افراد را برای جنگ خلیج فارس به عربستان سعودی و به سایر عملیات‌ها در کویت، شمال عراق، کرواسی، سومالی، جمهوری مقدونیه، رواندا و زئیر، اعزام کردند.

### جنگ با تروریسم
در پایان سال ۲۰۰۲، سپاه پنجم تحت فرماندهی مرکزی ایالات متحده برای جنگ عراق به کویت اعزام شد. ائتلاف به رهبری ایالات متحده باعث تغییر رژیم در عراق شد و نگرانی‌های بین‌المللی در مورد عراق و سلاح‌های کشتار جمعی را برطرف کرد. این سپاه و تیپ‌های مانور آن در ۲۱ مارس ۲۰۰۳ به عنوان تلاش اصلی وارد عراق شدند. در شانزده روز جنگ، سپاه پنجم بیش از ۵۴۰ مایل به صورت مستقیم از کویت تا بغداد پیشروی کرد، نیروهای مسلح عراق را قاطعانه شکست داد و به همراه سایر نیروهای مسلح آمریکا و ائتلاف، رژیم صدام حسین را سرنگون کردند.
در ۱۵ ژوئن ۲۰۰۳، این سپاه نیروی ۷ ویژه مشترک را مستقر در بغداد تشکیل داد و به عملیات نظامی برای آرام کردن بقیه عراق، بازسازی کشور و ایجاد نهادهای دموکراتیک ادامه داد. به عنوان بخشی از ماموریت نیروی ۷ ویژه مشترک، سربازان سپاه پنجم به دنبال چهره‌های اصلی رژیم قبلی عراق گشتند و آنها را دستگیر یا کشتند که در نهایت به دستگیری خود صدام حسین منجر شد. در ۱ فوریه ۲۰۰۴، سپاه پنجم در نیروی ۷ ویژه مشترک ترکیبی توسط سپاه سوم جایگزین شد و به ایستگاه اصلی خود در هایدلبرگ آلمان منتقل شد. به پاس قدردانی از دستاوردهای رزمی آن در عراق، وزارت ارتش در سال ۲۰۰۴ به ستاد و گروهان ستاد، نشان تقدیر واحد شایسته (ارتش) را اعطا کرد.
در ژانویه ۲۰۰۶، این سپاه به عراق اعزام شد و جایگزین سپاه هجدهم هوابرد به عنوان عنصر فرماندهی و کنترل سپاه چند ملیتی-عراق شد. در طول دومین سال استقرار خود، که در ۱۴ دسامبر ۲۰۰۶ پایان یافت، سپاه پنجم به رهبری نیروهای ائتلاف ادامه داد و در مبارزه با شورش گسترده و انجام یک تلاش عظیم برای بازسازی، گام‌های بلندی برداشت.
از سال ۲۰۱۲ تا ۲۰۱۳، سپاه پنجم در افغانستان خدمت کرد و فرماندهی و کنترل تمام نیروهای زمینی ایالات متحده مستقر در آنجا را بر عهده داشت. در ۱۶ فوریه ۲۰۱۲، اعلام شد که ستاد و گردان ستاد، سپاه پنجم، طبق دستورالعملی که در اوایل همان سال توسط وزارت ارتش صادر شده بود، پس از اعزام مجدد از افغانستان غیرفعال خواهند شد. در ۱۲ ژوئن ۲۰۱۳، به سپاه پنجم جایزه واحد برتر ارتش، تقدیرنامه واحد شایسته اعطا شد و سپس به طور تشریفاتی در کاخ بیبریش، ویسبادن، آلمان بصورت غیرفعال درآمد.

### فعال‌سازی مجدد
در ۱۱ فوریه ۲۰۲۰، وزارت ارتش ایالات متحده از فعال‌سازی ستاد فرماندهی (سپاه پنجم) خبر داد. ستاد فرماندهی سپاه پنجم تقریباً ۶۳۵ سرباز خواهد داشت که تقریباً ۲۰۰ نفر از آنها از یک پست فرماندهی عملیاتی در اروپا پشتیبانی خواهند کرد. پیش‌بینی می‌شود ستاد فرماندهی سپاه تا پاییز ۲۰۲۰ عملیاتی شود.
در ۱۲ فوریه ۲۰۲۰، ارتش اعلام کرد که ستاد جدید سپاه پنجم در فورت ناکس، کنتاکی مستقر خواهد شد.